# Animaniacs: A Gigantic Adventure
Animaniacs: A Gigantic Adventure è un videogioco a piattaforme derivato dal cartone animato Animaniacs, basato sul motore grafico di Jazz Jackrabbit 2, sviluppato da EAI Interactive e pubblicato da SouthPeak Interactive il 15 giugno 1999.

## Trama
Thaddeus Plotz, stancatosi di avere a che fare con Wakko, Yakko e Dot, ha ordinato a Ralph la guardia di catturare i tre fratelli Warner e di raccogliere tutti i loro poster, premi e pellicole cinematografiche e di nasconderli negli studi. I tre protagonisti cercano di scappare e recuperare tutti i loro oggetti.

## Modalità di gioco
Il videogioco è a scorrimento laterale. All'inizio di ogni livello, il giocatore prende il controllo di uno dei tre fratelli Warner. Ognuno di loro ha un'arma diversa: Wakko possiede una mazza da baseball, Dot un'incudine e Yakko un martello.

## Accoglienza
Il sito web IGN ha assegnato al gioco una votazione di 3.5 su 10. GameRankings ha invece espresso un indice di gradimento pari al 60%.